# Pena di morte in Malaysia
La pena di morte in Malaysia viene applicata per omicidio, traffico di droga, tradimento e muovere guerra contro lo Yang di-Pertuan Agong (il Re). La legge è stata estesa per condannare gli atti di terrorismo. Gli eventuali terroristi e chi aiuta i terroristi, finanziariamente o in altro modo, può rischiare la pena capitale.
Solamente le Alte Corti hanno la giurisdizione per condannare qualcuno a morte.
Fra il 1970 e il 2001, la Malaysia ha giustiziato 359 persone. A partire dal 2006, 159 persone sono detenute nel braccio della morte.